# 高体乾
高体乾（1911年11月11日—1998年5月16日），原名高赞兴，字化如，又名高化儒，辽宁省建平县孤山子乡（现榆树林子镇）白银代沟村人，中国人民解放军开国少将。曾任中国人民解放军广州军区副参谋长。第六届、第七届全国政协委员。

## 生平
兄弟姊妹六人。1928年在建平县朱碌科私塾读书，由于家庭人口多，生活困难，无力再供其深造。为了维持生计，当了小学教员。得到私塾同学赵九府资助，1930年考入奉天省立第一师范学校。
九一八事变后，流亡入关，在北平东北学院学习。1931年冬参加了北平学生赴南京示威请愿团，强烈要求国民党政府抗战。1932年初，参加了在北平的“东北民众救国会”举办的军政训练班学习。1932年5月，通过同学王旭（王新三，地下党员，建国后任国家煤炭工业部副部长），1932年6月由中共顺直省委下属的热河特别支部书记赵玉琪、支委王本初、周复苏考察后吸收入党，任特支委员。1932年6月，和赵玉琪到建平县，任务是改编和组织义勇军，组织武装暴动，分粮吃大户，组建红军，建立苏区等；7月末撤回北平。1932年8月在北平的东北民众救国会派任彭振国为东北抗日义勇军第一军团司令，到热辽边境统一指挥各路义勇军。高受党组织派遣，利用彭振国的合法名义到热东去组织武装，随彭振国出关，经青龙、建昌到达朝阳的六家子。9月15日，率领从家乡带来的20多人参加了彭振国指挥的各路义勇军4000余人攻打江屯之战。后在建平、朝阳和敖汉组织了一支2000多人的队伍，编成8个团，任东北抗日义勇军第1军团第12支队队长。热河抗战开始后，和王旭率部西移。1933年4月驻防在沽源以南的独石口，谢子长、阎红彦两人到高体乾部视察。1933年6月高不愿随义勇军第二军团被孙殿英收编，率部返回热西的围场、丰宁、隆化一带游击。1933年10月，察哈尔民众抗日同盟军的吉鸿昌、方振武举事反抗国民政府，高率所部跟随汤玉麟南进，汤部到达沽源一带被宋哲元收编。高率部单独在沽源、大滩一带活动。1933年冬给养发生困难，遂接受东北军骑兵第5师改编，驻防龙关一带。1933年12月，该师奉命移防河南省驻马店，高部于1934年夏在驻马店被遣散。
1934年夏，高到同学赵九府家中，认识了赵九府的大哥赵九洲。赵九洲说公营子塔子沟村朱家大院“大满号”是伪满汉奸开设的专营鸦片的商号，里面有许多枪支弹药。高赴北平找到原义勇军第十二支队的3名旧部孙庆堂、项洪图和小娄，筹借到两支手枪，化妆奇袭，缴获大枪5支，手枪3支，银元百余块，鸦片百余公斤。由于北平党组织遭严重破坏。1935年1月，高返回家乡，用4个月时间走遍了南至建平县的公营子，北至敖汉旗的下洼，西至五家煤窑，东至敖汉旗的老虎山（今属四家子镇）方圆几百里的广大地域，把活跃在喀左的“打一面”“保国”“平分”等抗日武装组织到一起。1935年6月，与赵玉祺在建平县公营子成立“抗日自卫救国军”，高体乾为司令、赵玉祺为政委，活动在建平县的罗福沟以东地区。与北票大黑山为根据地的栾天林为首的“东北农民抗日拥张铁血军”在敖汉境内的倒阁老会合，两支队伍共同活动联合作战。这时6个县的伪军开始秋季大讨伐，队伍在大黑山中被日寇包围，经过拼死搏斗，才冲出敌人包围圈。两支队伍正准备进入广宁山区以避敌锋时，发现广宁山区敌人已戒备森严，不得不向中蒙边界转移。从清河门经黑城子、下洼、后甸子直奔开鲁。一路上天天与敌人战斗，边打边前进。当前进到开鲁富通镇（今属麦新镇）时，向导病倒，无人带路，不敢贸然前进。前无去路，后有追兵，不得已又住回打。为了缩小目标，两支队伍只好分手。高体乾带队回建平，边走边疏散，进入建平北部时只剩下20多人，在罗卜沟的一百小钱梁又与汉奸队伍进行一次苦战，撤到北公营子后队伍完全解散了，化整为零，分散隐蔽。1935年10月底，在去北平寻找党组织途经朝阳县时被伪警察抓获，其父用100块银元赎回。1936年3月，到北平联系上了赵玉琪。1936年重新加入中国共产党。在北平市委兵委会做秘密工作。1936年8月，被派到商都的王英的大汉义军秘密工作。1936年11月，又被派到冀東防共自治政府保安三总队当班长。“七七”事变前夕，回到北平，根据市委的决定，6月30日带领10余人出城到西山组织抗日游击总队，后被编入冀察游击纵队。
1955年，授予中国人民解放军少将。获二级独立自由勋章、一级解放勋章。著有《毛泽东军事哲学思想初探》、《军事唯物辩证法》、《战争与战略》等，及诗词《辽西大捷》 《克锦州外围·锦州初战克荆山》 《总攻平津》 《在南征路上》 《进军平津》。
1982年退二线。

## 纪念
- 高体乾故居：2021年3月8日入选辽宁省第一批不可移动革命文物名录。